# 国际拳击联合会
国际拳击联合会（The International Boxing Federation，简称 IBF）。国际拳击联合会于1983年从世界拳击协会（WBA）中分离出来，总部在美国的紐泽西州，主席是罗伯特·李。IBF是一个与WBC对立的组织。
这个组织的前身是美国拳击协会（USBA，成立于1976年），原来两个组织并存，现已合并，称IBF／USBA，冠军为两个组织所共有。

## WBA的分裂拳擊組織
WBA曾經在不同年份分裂出不同組織。
1963年：世界拳击理事会（WBC）
1984年：国际拳击联合会（IBF）
1988年：世界拳击组织（WBO）

## 链接
- 国际拳击联合会（页面存档备份，存于）
- 世界职业拳击联合会